# Klenäter

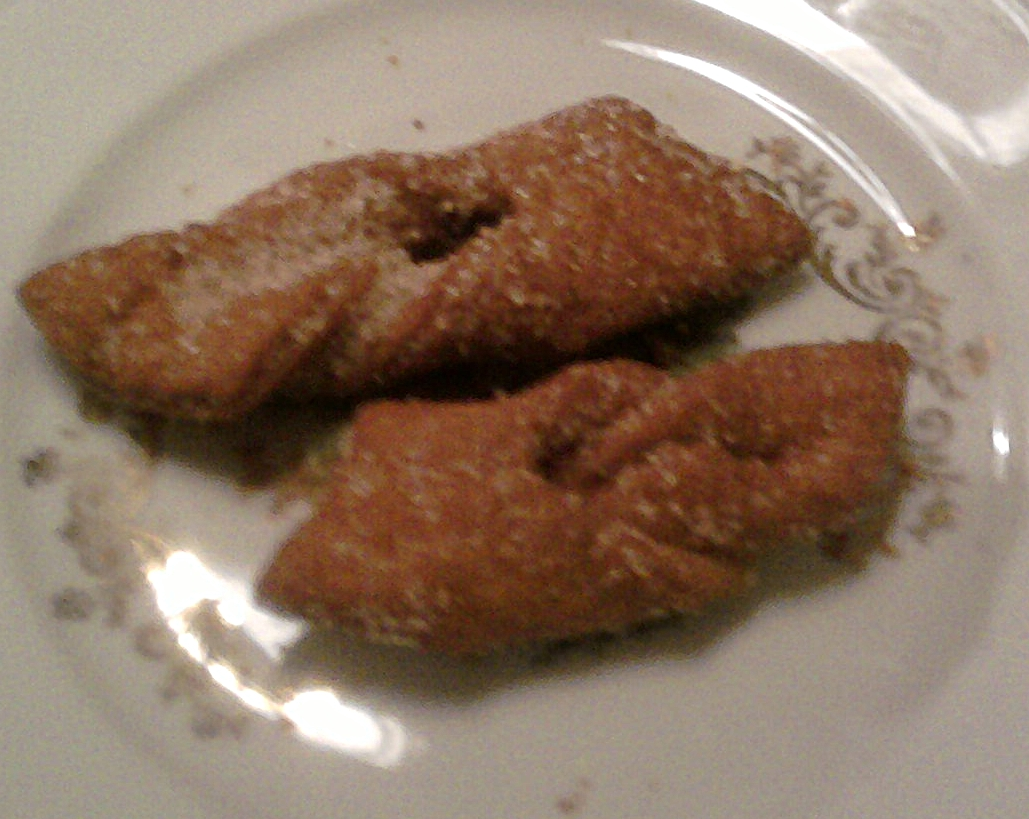
Klenäter.

Klenäter (singularis: klenät) eller klenor är friterade julbakverk som är vanligt i bland annat sydligaste Sverige och Danmark.
Klenäter bakas av en elastisk deg med ägg och mjöl som basingredienser. Den smaksätts ofta med cognac och/eller citron och förvaras svalt flera timmar. Degen kavlas sedan tunn, sporras och formas till figurer. Själva tillagningen sker genom fritering och klenäterna kan sedan beströs med socker eller kanel. Klenäter kan serveras naturella till fika, alternativt som dessert med sylt och vispad grädde.
Klenäter kallas klejner i Danmark, kleynur på Färöarna, fattigmann i Norge och kleinur i Island.
Under tidigt 1900-tal var klenäterna betydligt mindre och sprödare än idag och hade en ljusare färg. De bakades då nästan uteslutande i hemmen. Sin nuvarande form fick de på sent 1900-tal då också hembakningen minskade drastiskt och klenäter blev något som köps på konditori.

## Historia
Ordet klenät är ursprungligen en synonym till klenod som betyder "litet, dyrbart och fint arbetat föremål".
Klenäten antas ha kommit till Sverige i slutet av 1400-talet, ursprungligen från Venedig i Italien där friterad mat var populär, och började bakas av sockerbagare i Malmö på 1500-talet.
Gustav Vasa sägs ha varit förtjust i klenäter.